# ThyssenKrupp Metallurgie
Die ThyssenKrupp Metallurgie GmbH (kurz: tkmet) war ein deutsches Industrie- und Handelsunternehmen und mit einem Umsatzvolumen von 1,5 Mrd. (2009/2010) einer der Marktführer in Europa für den Handel von metallurgischen Produkten. Die ThyssenKrupp Metallurgie war ein rechtlich eigenständiges Unternehmen innerhalb des Konzerns ThyssenKrupp AG.

## Geschichte

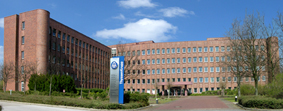
Firmensitz in Essen

Ursprünge und Vorgängerfirmen haben ihre Wurzeln in den Konzernen Krupp, Hoesch, Thyssen und Klöckner. Durch Fusionen der Muttergesellschaften und Neuordnungen der Konzernstrukturen entstand TKMet.
Im Rahmen der Fusion der Fried. Krupp AG mit der Hoesch AG zur Fried. Krupp AG Hoesch-Krupp fusionierten 1996 auch die Rohstoffhandelsunternehmen Hansa Rohstoffe GmbH (Krupp) und die Eisenmetall Legierungen GmbH (Hoesch) zur Eisenmetall Legierungen GmbH (Krupp-Hoesch).
Im März 1999 wurde der neue Konzern Thyssen Krupp AG aus der Fusion der Konzerne Thyssen AG und der Fried. Krupp AG Hoesch-Krupp eingetragen. Die Tkmet entstand im August 2001 durch die Verschmelzung der „Eisenmetall Legierungen GmbH“ (Krupp-Hoesch) mit der „Thyssen Sonnenberg Metallurgie GmbH“ (Thyssen) zur „ThyssenKrupp Metallurgie GmbH“. Tkmet war innerhalb der Konzernstruktur der "Business Area Materials Services" und innerhalb dieser der Operating Unit "Special Services" zugeordnet.
Im Jahr 2011 wurde das Unternehmen mit der ThyssenKrupp MinEnergy GmbH zur ThyssenKrupp Metallurgical Products GmbH verschmolzen.